# 古谷敏郎
古谷 敏郎（ふるや としろう、1965年4月6日 - ）は、NHKエグゼクティブアナウンサー。

## 人物
佼成学園高等学校、東京経済大学経営学部卒業後の1989年入局。奈良、松山、大阪に勤務。「スタジオパークからこんにちは」「0655」「ラジオあさいちばん」「音楽夢倶楽部」「ちきゅうラジオ」をはじめ、「芸術劇場」、「芸能花舞台」、「にっぽんの芸能」など、主に伝統芸能系の番組を担当してきた。NHK放送センターで11年間放送された「ひるまえ ほっと」最後のキャスターを務めたのち、甲府局へ異動。
趣味は10歳から始めたマジック。2012年日本奇術協会からフェローシップ賞を受けた。
中学や佼成学園時代は、吹奏楽部やマジック慰問の活動をする一方、大学3年のときに国税専門官の試験に合格。しかし、大学の先輩であり、元NHKアナウンサーである相川浩から
言われたその一言が殺し文句となり、放送局受験を決意した。

## 現在の担当番組
- Newsかいドキ（メインキャスター：2025年4月7日 - ）（小田切千と隔週で担当）[4]
- 山梨県のニュース・中継・リポート

## 過去の担当番組
奈良放送局時代
松山放送局時代（1度目）
- おはよう四国

大阪放送局時代
東京アナウンス室時代（1度目）（2000年度 - 2005年度）
- スタジオパークからこんにちは（2000年3月 - 2002年3月・2003年4月）
  - 2000年3月13日 - 24日は『NHKニュース10』の番組打ち合わせで不在だった堀尾正明に代わりゲストトークの司会を務めた（代役出演1回目）。
  - 2000年4月 - 2001年3月は二時台の曜日別各コーナーの総合司会、2001年4月 - 2002年3月はゲストトークの司会を担当（レギュラー出演）。
  - 2003年4月24日・25日は盲腸炎で入院した小田切千に代わりゲストトークの司会を務めた（代役出演2回目）。
  - 上記の役割を担当中、いずれも「暮らしの中のニュース解説」の聞き手も兼任。
- 芸術劇場
- 芸能花舞台（2002年度 - 2005年度）

松山放送局時代（2度目）（2006年度 - 2009年度）
- いよかんワイド（2006年4月 - 2010年3月）
- さわやか自然百景 宇和海 ナレーション（2009年11月8日）

東京アナウンス室（2度目）・日本語センター時代（2010年度 - 2015年度）
- 芸能花舞台（2010年度）
- おしゃべりクイズ疑問の館（2010年度）
- 新春桧舞台（2011年1月2日）
- 古典芸能への招待
- ラジオあさいちばん（2011年4月2日 - 2015年3月29日まで）-「土曜あさいちばん」「日曜あさいちばん」担当
- NHKガイド（2011年4月 - 2015年3月29日）
- Eテレ0655（2011年3月28日 - 2016年4月1日）- ナレーション
  - おはようソング 「チョココロネをたべるのどっちから?」と「みかんをたべるのはどっちから?」にYシャツ姿で出演した。
- にっぽんの芸能（司会・2011年4月1日 - 2016年4月1日）
- こいつぁ春から~初芝居生中継~ 司会（放送は年一回）
- ちきゅうラジオ（キャスター・2015年4月4日 - 2016年4月3日）
- 英語で読む村上春樹 四月のある晴れた朝に100パーセントの女の子に出会うことについて 原文朗読（2016年4月10日 - 2016年4月24日・全3回）※原文朗読担当としては歴代最年長

札幌放送局時代（2016年度 - 2020年度）
- おはよう北海道土曜プラス（キャスター：2017年4月8日 - 2021年3月27日）
- いくぞ〜!北の出会い旅（2016年5月8日 - ）
- 北海道のニュース
- 北海道道（キャスター：2020年11月20日）

東京アナウンス室時代（3度目）（2021年度 - 2024年度）
- 正午のNHKラジオニュース、16:00 - 16:05のラジオニュース、NHKきょうのニュース（キャスター、2021年7月31日・8月1日）[5]
- NHKけさのニュース（キャスター：2021年8月9日、9月23日）
- ひるまえほっと（キャスター：2021年3月29日 - 2025年3月30日）
- Eテレ0655（ナレーション：2022年4月 - 2025年3月28日）

甲府放送局時代（2025年度 - ）

## 他局番組の出演
- ウイークエンドバラエティ 日高晤郎ショー （STVラジオ、2016年6月18日・生放送） - NHKの担当番組に日高晤郎が出演した縁から。

## 著書
- 『評伝 宮田輝』文藝春秋、2022年3月。ISBN 978-4163915128